# О Се Чхоль
О Се Чхоль (кор. 오세철; род. 10 ноября 1943) — южнокорейский экономист и политический деятель, профессор Университета Йонсей. Лидер марксистской политической организации Социалистический рабочий альянс Кореи.
В августе 2008 года после участия в протестах против импорта говядины из США был арестован полицией по обвинению в нарушении Закона о национальной безопасности. Позже обвинения были сняты судом.

## Сочинения
- 《문화와 사회심리 이론 : 조직행동 이론의 재구성》 (박영사, 1979)
- 《조직행동 : 인간·조직의 이론과 문제》 (박영사, 1982)
- 《한국인의 사회심리》 (박영사, 1982)
- 《현대사회의 조직과 변동》 (학민사, 1986)
- 《맑스주의, 조직의 정치경제학 그리고 한국사회 변혁》 (현상과인식, 1993)
- 《더불어 사는 공동체》 (예영커뮤니케이션, 1993)
- 《21세기 자본주의와 한국사회변혁》 (현장에서미래를, 2002)
- 《사회주의와 노동자 정치》 (박종철출판사, 2004)
- 《좌파 운동의 반성과 모색》 (현장에서미래를, 2005)
- 《좌익 공산주의》 (빛나는전망출판사, 2008)
- 《다시 혁명을 말한다》(빛나는전망,2009)